# Ukryta prawda (film 2000)
Ukryta prawda – amerykańsko-brytyjsko-niemiecki dramat filmowy z 2000 roku.

## Zarys fabuły
Kongresmen Runyon, by zniszczyć reputację senator Hanson, umieszcza jej kompromitujące zdjęcia w Internecie.

## Główne role
- Joan Allen – Laine Hanson
- Jeff Bridges – prezydent Jackson Evans
- Sam Elliott – Kermit Newman
- Christian Slater – kongresmen Reginald Webster
- Gary Oldman – kongresmen Sheldon B. Runyon
- William Petersen – gubernator Jack Hathaway
- Saul Rubinek – Jerry Tolliver
- Philip Baker Hall – Oscar Billings
- Mike Binder – Lewis Hollis